# ジュノハート
ジュノハートは、サクランボの品種。青森県で育成され、2019年より一般販売が始まった。

## 概要
ジュノハートは大玉の品種で、果実の大きさは3Lが主体である。酸味は0.5％程度と少なく、糖度も20度以上であり、山形県で誕生した佐藤錦や紅秀峰に匹敵する甘さである。果肉は硬めで適度な果汁があり食感が良い。また種が離れやすく食べやすいという特徴を持つ。大きさが4Lサイズ以上のものは青森ハートビートという名称で高級ブランド化を推進している。
収穫時期は7月上旬〜中旬であり、中晩生のサクランボで青森県では佐藤錦と紅秀峰の間に収穫できる。

## 誕生〜販売まで

### 開発
ジュノハートの開発にあたり、1988年から研究が行われている。その後、1997年から青森県の五戸町にある青森県産業技術センターりんご研究所県南果樹部で交配と育成研究が進められた。
ジュノハートは紅秀峰にカナダ原産のサミットを交配して誕生した。
2012年3月に品種登録出願をし、翌年の2013年12月に登録された。

## 販売開始
2019年、青森県内にて販売が開始された。青森県内のみでの販売には収穫量の少なさが影響しており、今後は全国に展開を見込んでいる。

## 名称の由来
ジュノハートの名称はローマ神話の家庭の幸福を司る女神"Juno"と、果実がハートの形をしていることからきている。
2005年5月にジュノハートの原木があるりんご研究所県南果樹部の近くで大規模な山火事が発生しており、火が原木の3本手前まで迫ったが、町内外の住民の消火活動に駆けつけ被害を免れたというエピソードがある。その原木から苗木を増やしジュノハートは誕生しており、山火事から免れた幸運からローマ神話のJunoが名称に使われた。